# Michel Charasse
Pour les articles homonymes, voir Charasse.
Michel Charasse, né le 8 juillet 1941 à Chamalières (Puy-de-Dôme) et mort le 21 février 2020 à Clermont-Ferrand (Puy-de-Dôme), est un homme politique français.
Tout d'abord maire de Puy-Guillaume puis sénateur pour le Puy-de-Dôme de 1981 à 1988, il est ministre du Budget entre 1988 et 1992. Réélu au Sénat en 1992, il est exclu du Parti socialiste en 2008. Il est membre du Conseil constitutionnel de 2010 à 2019.

## Biographie

### Jeunesse et études
Michel Charasse naît dans une famille de classe moyenne. Son père commence sa carrière comme employé de l'imprimerie de la Banque de France, avant d'en monter les échelons. 
Michel Charasse suit des études de droit et obtient une licence de droit.  
Il est aussi diplômé de l'Institut d'études politiques de Paris (promotion 1963, section Service Public). Il est alors membre de la Conférence Olivaint. Il adhère à la SFIO en 1962. 

### Parcours professionnel
Attaché d'administration centrale (1965-1976), attaché principal (1976) au ministère de l'Économie et des Finances, en service détaché auprès de la communauté urbaine de Lille (1973-1978). Il est également secrétaire général adjoint du groupe de la FGDS, puis du groupe socialiste à l'Assemblée nationale de 1967 à 1981.

### Parcours politique

#### Débuts
En 1967, il se présente aux élections municipales à Corte (Corse) sur la liste de Jean-Charles Colonna. Élu conseiller municipal, il démissionne cependant au bout de six mois de mandat.
Il est élu maire de Puy-Guillaume en 1977. 

#### Sénat et Élysée
Après l'élection présidentielle de 1981, remportée par François Mitterrand, il devient sénateur du Puy-de-Dôme en remplacement de Roger Quilliot, nommé ministre. Michel Charasse rejoint alors l'Élysée avec le titre de conseiller, cumulant cette activité avec celles de parlementaire et de maire.

#### Ministre
En juin 1988, il est nommé ministre délégué auprès du ministre d'État, ministre de l'Économie, des Finances et du Budget, chargé du Budget, dans le gouvernement Michel Rocard II, fonction qu'il conserve sous le gouvernement Édith Cresson. Il rétablit l'impôt sur les grandes fortunes (IGF), devenu ensuite impôt de solidarité sur la fortune (ISF). Le 2 avril 1992, il devient ministre du Budget du gouvernement Pierre Bérégovoy. Il accueille son cabinet en disant : « Vous avez accepté de me
rejoindre et je vous en remercie. En ce qui me concerne, j’aime trois
choses : la République, l’État et François Mitterrand. Vous n’êtes pas
obligés de partager mes convictions. Je ne veux pas savoir si vous êtes
membres du PS. On m’a dit que vous étiez travailleurs, compétents et
discrets. Je pardonnerai les erreurs, pas les indiscrétions. Pour ma part, je
prendrai toujours mes responsabilités ».
Réélu sénateur aux élections de 1992, il quitte le gouvernement et redevient conseiller du président Mitterrand. Il est questeur du Sénat de 2001 à 2004.
Pendant les deux septennats de François Mitterrand, il a organisé des déjeuners secrets avec des conseillers de Mitterrand et des proches du pouvoir, qui avaient lieu à l'Élysée, dans le deux-pièces de fonction occupé par Michel Charasse. Ces déjeuners auraient été des lieux informels de pouvoir. Il est chargé à partir de 1987 de faire le tri dans les archives de l'Élysée et fait disparaître des documents.
En 1990, la chanteuse belge Lio refuse les avances du ministre du budget Michel Charasse, lequel lui propose une relation intime pour traiter favorablement sa considérable dette fiscale en France s'élevant à plus de 3,7 millions de francs.
Il est un grand amateur de cigares. La presse a abondamment relaté comment Michel Charasse, alors ministre délégué au Budget, a reçu en 1990 les cinq « sages » préparant la fameuse loi Évin contre le tabagisme : dans son bureau, en fumant tranquillement son Havane. En 1992, redevenu sénateur, il rejoint les rangs de la Confrérie Jean Nicot.
Par conviction anticléricale, Michel Charasse refuse d'entrer dans une église. Ainsi, aux obsèques de François Mitterrand le 11 janvier 1996, il reste à l'extérieur de l'église de Jarnac, tenant en laisse la chienne de Mitterrand, Baltique. Vice-président de l'Institut François-Mitterrand, il se veut un « gardien du temple mitterrandien ».

#### Fin de carrière politique
Après l'élection présidentielle de 2002, il apporte son soutien à la réforme Fillon sur le régime des retraites en affirmant que le PS avait préparé une réforme comparable au cas où Lionel Jospin aurait été élu.
Lors de l'entre-deux-tours de l'élection présidentielle de 2007, il crée la surprise en recevant chaleureusement, dans sa mairie, le candidat UMP Nicolas Sarkozy. Le 15 avril 2008, Michel Charasse est suspendu du Parti socialiste sur décision du bureau national, pour avoir soutenu un candidat dissident à la présidence du conseil général du Puy-de-Dôme.
Le 28 mai, après avoir refusé un ultime compromis que leur proposait le bureau national, Michel Charasse et dix-sept conseillers généraux du Puy-de-Dôme sont exclus du PS. Le sénateur trouve alors refuge au groupe du RDSE, bien que ce groupe soit l'auteur de l'amendement de l'article 89 de la loi n° 2004‑809 favorisant l'école privée.
Le 24 février 2010, Michel Charasse est proposé comme membre du Conseil constitutionnel par le président de la République française, Nicolas Sarkozy. Il prend ses fonctions le 12 mars suivant. Jacques Mézard lui succède en 2019.

### Fin de vie et mort
Il meurt le 21 février 2020 à Clermont-Ferrand,, des suites d'un cancer de la mâchoire. 
Ses obsèques ont lieu le 26 février suivant à Puy-Guillaume, en présence notamment du président de la République Emmanuel Macron, de l’ancien Premier ministre Lionel Jospin et de Gilbert Mitterrand, fils de François Mitterrand. 
Michel Charasse est ensuite inhumé au cimetière de Puy-Guillaume, ville dont il a été maire jusqu’à sa nomination au Conseil constitutionnel.

## Détail des mandats et fonctions
- 1967-1967 : conseiller municipal de Corte (Corse)
- 1977-2010 : maire de Puy-Guillaume
- 1979-1987 : conseiller régional d’Auvergne
- 1981-1988 : sénateur du Puy-de-Dôme
- 1988-2010 : conseiller général du Puy-de-Dôme (élu dans le canton de Châteldon)
- 1988-1992 : vice-président du conseil général du Puy-de-Dôme
- 1988-1992 : ministre délégué puis ministre du Budget
- 1992-2010 : sénateur du Puy-de-Dôme
- 1998-2001 : vice-président du conseil général du Puy-de-Dôme
- 2001-2004 : questeur du Sénat
- 2010-2019 : membre du Conseil constitutionnel

## Décorations
- Officier de la Légion d'honneur (prise de rang au 27 janvier 2020)[25],[26] ; chevalier (prise de rang au 12 avril 2011)[27].

## Publications
- 55 faubourg Saint-Honoré, entretiens avec Robert Schneider, Paris, 1996, B. Grasset, 324 p.[28]
- François Mitterrand Pensées, répliques et anecdotes,  choisies et présentées par Michel Charasse, Paris, 1997,  le Cherche midi, 257 p.